# إدواردو إيفان رودريغيز
إدواردو إيفان رودريغيز (بالإسبانية: Iván Rodríguez Ramallo) هو منافس ألعاب قوى إسباني، ولد في 7 أبريل 1978 في لوس رياليخوس في إسبانيا.

## وصلات خارجية
- إدواردو إيفان رودريغيز على موقع الاتحاد الدولي لألعاب القوى (الإنجليزية)
- إدواردو إيفان رودريغيز على موقع أوليمبيديا (الإنجليزية)